# تپه بره خوز
تپه بزه خور در شهرستان تایباد استان خراسان رضوی واقع شده و این اثر در تاریخ ۲۵ اسفند ۱۳۷۹ با شمارهٔ ثبت ۳۰۹۸ به‌عنوان یکی از آثار ملی ایران به ثبت رسیده است.